# 話題と音楽
『話題と音楽』（わだいとおんがく）は、NHKラジオ第1放送・NHKワールド・ラジオ日本（国外向け）で不定期に放送されている穴埋め番組または雨傘番組である。

## 概要
NHKラジオでは通常、平日の午前や午後にワイド番組を放送しているが、その時間帯に国会中継または高校野球などのスポーツ中継を編成する期間は、原則休止している。ただし、
- 特別編成の開始時間が普段のワイド番組開始時間より30分程度遅い場合
- 予定の時間より早く終了して放送時間に余分が生じた場合
- それらの特別番組が休止された場合

などに、つなぎの番組としてアナウンサー1人による「話題と音楽」と題する番組が編成される。
アナウンサーのトーク、音楽、聴取者からのメール・FAX紹介という構成で、次の番組まで（余り枠が消化されるまで）、あるいは中断した番組が再開されるまで放送される。
2018年度から2021年度までの期間、平日16時05分から16時55分までラジオ第1などではNHK-FM番組の再放送（ミューズノートなど）を実施していたが（大阪局エリアを除く）、編成の都合（上記理由や、ニュースの延長など）で当該枠が所定の放送時間を確保できなかった場合にも「話題と音楽」が放送されることがあった。

## パーソナリティ
原則として以下のいずれかが1人で担当する。
2015年度
- 道谷眞平（月曜 - 木曜）（『午後のまりやーじゅ』アンカー）
- 神門光太朗（金曜）（『午後のまりやーじゅ』アンカー）

2016年度 - 2018年度
- 神門光太朗 （『ごごラジ!』パーソナリティ）

2019年度
- 武内陶子 （『ごごラジ!』パーソナリティ）
- 大野克郎 （『ごごラジ!』プロデューサー）
- 藤井まどか（『ごごラジ!』きょうのソトごえ担当）

2020年度
- 大野克郎（『武内陶子のごごカフェ』ディレクター）
- 柴田拓（同）

2021年度（主に元アナウンサーが担当）
- 午前編成
  - 鈴木桂一郎（フリーアナウンサー：『らじるラボ』リポーター）
  - 後藤繁榮（嘱託職）

- 午後編成
  - 柴田拓（『武内陶子のごごカフェ』ディレクター）
  - 鏡和臣（同）